# Cidália Lopes Nobre Mouzinho Guterres

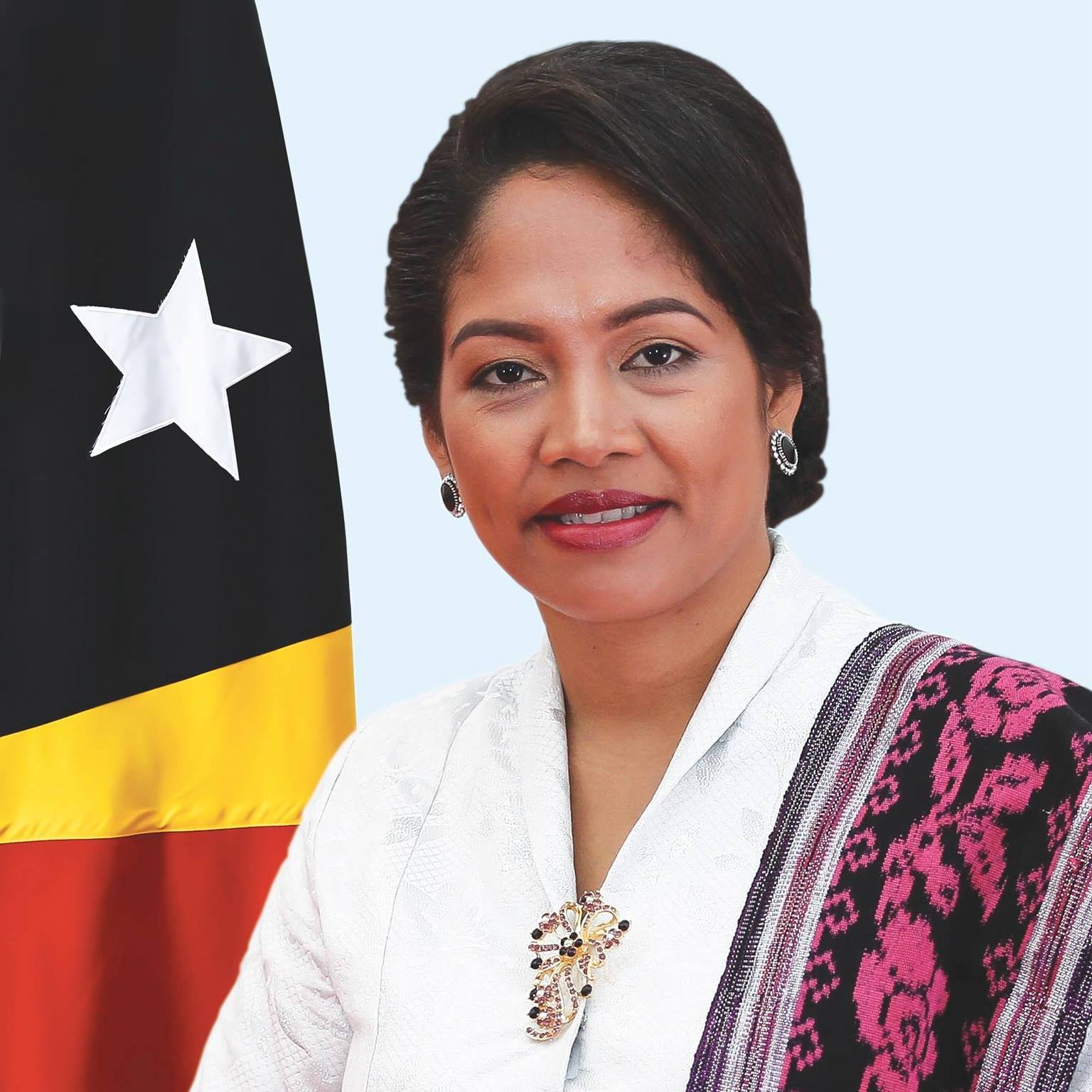
Cidália Lopes Nobre Mouzinho Guterres

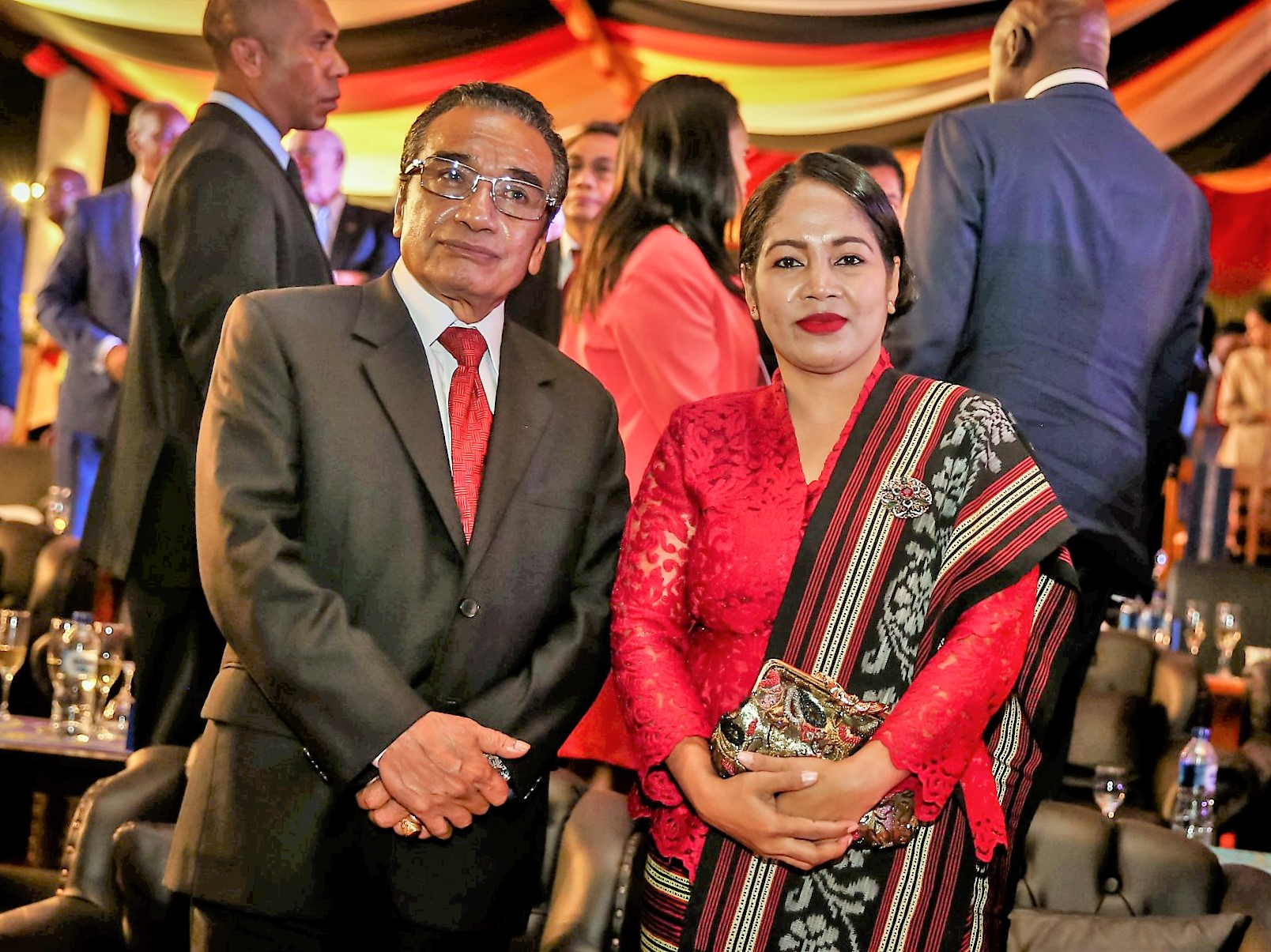
Präsident Francisco und seine Frau Cidália Guterres bei den Feierlichkeiten zum 20. Jubiläum des Unabhängigkeitsreferendums von Osttimor (2019)

Cidália Lopes Nobre Mouzinho Guterres ist die Ehefrau des ehemaligen osttimoresischen Präsidenten Francisco Guterres. Sie stammt von der zu Osttimor gehörenden Insel Atauro.
Cidália und Francisco heirateten am 4. Mai 2002. Sie haben zusammen drei Söhne und eine Tochter. Cidália ist die zweite Ehefrau von Francisco Guterres. Seine erste Frau wurde während der indonesischen Besatzung getötet.
Bereits direkt nach der Wahl ihres Mannes am 20. März 2017 kündigte Cidália an, ihren Mann unterstützen zu wollen und sich sozial zu engagieren, so für Witwen, Waisen, Senioren, Behinderte und Unterprivilegierte. Seitdem besucht sie regelmäßig verschiedene Einrichtungen und übernimmt repräsentative Aufgaben, auch wenn ihr Amt in der Verfassung nicht vorgesehen ist. Als First Lady leitet sie verschiedene Sozialprogramme. Schon in der Zeit zuvor gehörte Cidália zur Führungsebene der Organização Popular de Mulheres Timorense (OPMT), der Frauenorganisation der Partei FRETILIN, deren Vorsitzender ihr Mann war.
Bei einer Meinungsumfrage des International Republican Institutes von April bis Mai 2017 sagten 62 % der Befragten, sie hätten eine positive oder vorwiegend positive Meinung von Cédilia, 36 % mochten sie eher nicht oder gar nicht. 3 % kannten sie nicht. Ihre Vorgängerin als First Lady Isabel da Costa Ferreira kam auf 89 % Zustimmung.